# تشانغ هاو (لاعب غو محترف)
تشانغ هاو (بالصينية: 常昊) هو لاعب غو محترف ‏ صيني، ولد في 7 نوفمبر 1976 في شانغهاي في الصين.